# A két Lotti (film, 2017)
A két Lotti  (eredeti címe Das doppelte Lottchen) egy 2017-ben bemutatott német családi tévéfilm Lancelot von Naso rendezésében, Erich Kästner német író 1949-ben megjelent, azonos című regényének negyedik német nyelvű filmadaptációja. Főszereplői a Lehmann-ikerlányok, filmbéli szüleiket Alwara Höfels és Florian Stetter játsszák. A forgatókönyvet Niko Ballestrem írta. Producere Uschi Reich volt, az SWR tévétársaság támogatásával.

## Cselekmény
Két tízéves kislány érkezik egy ausztriai gyermeküdülőbe, a Wolfgang-tónál. Egyikük Lotte Körner a németországi Frankfurt am Mainból, a másik Luise Palfy az ausztriai Salzburgból. Bár egyéniségük különböző, külsőleg úgy hasonlítanak egymásra, mint két tojás.
Luise az apjával, a zenész Jannal és annak bohém barátjával, Móval az utóbbi években Afrikában élt, nemrég tért vissza Salzburgba, társait afrikai történetekkel szórakoztatja. Gyenge matekból, az üdülőhelyen is matekot kell tanulnia, hogy felvegyék a gimnáziumba. Lotte kiváló matekos, jól zongorázik, zenész akar lenni, anyja egy frankfurti újságírónő. A két kislány először utálja egymást, de ahogy egyre többet beszélnek egymásnak életükről, kiderül, hogy egy napon születtek, és rájönnek, hogy ikertestvérei egymásnak, és eddig semmit sem tudtak sem egymásról, sem a másik szülőjükről.
A két kislány elhatározza, hogy szerepet cserél, és a mindegyikük a másik képében utazik haza, hogy megismerjék másik szülőjüket is. Gondosan kioktatják egymást a másik környezetéről, ismerősökről, szokásokról. Ruhát és mobiltelefont cserélnek. Megállapodnak, hogy szoros kapcsolatot tartanak és kisegítik a másikat, ha az váratlan helyzetbe kerül. Luise Palfy – Lotte Körnerként – az anyjához, Charlize Körnerhez utazik Frankfurtba, míg Lotte Körner – Luise Palfy képében – apjához, Janhoz utazik Salzburgba. Közös céljuk. hogy rávegyék szüleiket, ismét legyenek egy család.
Különböző mentalitásuk és képességeik ellenére a két lány egy ideig sikeresen meg tudja téveszteni a felnőtteket: szüleiket, a nagymamát és a barátokat. Csak Mo kiskutyája, Berci (Pepperl) érzi, hogy nem Luise érkezett vissza a nyaralásból. Mindkét lány arról faggatja egyedülálló szülőjét, hogyan váltak szét, hol van a másik szülő, és nem volt-e még egy testvérük. A szülők sokáig elhárítják a válaszokat. A két lány közös szabotázst tervez, hogy megakadályozzák Jan kezdődő viszonyát Leni Gerlach-hal, akit a „gonosz mostohának” tartanak. Emiatt konfliktus alakul ki előbb Lotte és apja között, aztán Lotte és Luise között is. Lotte mobiltelefonja leesik és tönkremegy, Lotte elveszti a kapcsolatot Luiséval, a zűrös helyzetben elszalad otthonról, az esőben alaposan megfázik, magas lázzal ágynak esik. Jan a lánya mellett marad, Leni Gerlach meg van győződve, hogy „a kis bestia” csak őmiatta, szándékosan „cirkuszol”.
Közben Frankfurtban, anyja születésnapján „Lotte” felfedezi, hogy anyja évek óta figyelemmel kíséri apja, Jan weblapját, ahol az ő, Luise afrikai fotói is láthatók. A kislány kérdéseiből Charlize rádöbben, hogy nem Lotte, hanem Luise áll előtte. Anya és lánya egymásra talál. Nagy beismerések és bensőséges beszélgetés után felhívják Jant, aki tanácstalanul áll a beteg „Luise” mellett, mert nem segít az igazi Luisén hatásos házi gyógymód. Tisztázzák, hogy a beteg nem Luise, hanem Lotte. Charlize és Luise rögtön Salzburgba repülnek Janhoz és a beteg Lottéhoz. Berci kutya örömmel üdvözli a Lotte képében érkező valódi Luisét. Lotte hamarosan felgyógyul. Mindnyájan elmennek a színházba, amikor Jan nagy sikerrel mutatja be zenés darabját. A sértődött Leni Gerlach elhagyja Jant („az ex-nejed ezt ügyesen kifundálta”).
Egy közös vacsorán a két lány és a szülők a jövőről beszélnek: Jan belemenne, hogy mindkét lány éljen Charlize-zal Frankfurtban, de a lányok azt kérik, ne kelljen elválniuk apjuktól sem. Végül Charlize felajánlja, hogy Salzburgba költözik Lottéval együtt, egy nagy új, közös lakásba, hiszen az interneten át bárhonnan tud dolgozni. Ebben megegyeznek, a lányokat aludni küldik. Luise és Lotte titokban lesik, hogy szüleik is összebékülnek-e?

## Gyártás
Uschi Reich producer, Erich Kästner műveinek kiváló ismerője már egy évtizeddel korábban meg akarta filmesíteni a regényt. 1994-ben azonban a mozik bemutatták Joseph Vilsmaier rendező-producer Charlie és Louise, avagy a két Lotti című filmjét. Emiatt Reich néhány évre félretette saját filmtervét. Amikor a filmforgatás ismét aktuálissá vált, először Franziska Buchot kérte fel rendezőnek, de ő családi okok miatt lemondta, így került a képbe Lancelot von Naso, aki eddig elsősorban kemény bűnügyi filmdrámáiról volt nevezetes, ő rendezte a 2009-es Waffenstillstand-ot az iraki háborúról, és a Marthaler felügyelő című frankfurti krimisorozatot (2012–2015). Naso eddig minden filmjéhez maga írt a forgatókönyvet, most első családi filmjének készítésekor kész, külső forgatókönyvből kellett dolgoznia.
A forgatási munkák 2016 június-júliusában zajlottak, legnagyobbrészt Salzburg városában és a Salzburgerland régióban, a Wolfgangsee környékén. A belső felvételeket a salzburgi Kis Színházban (Kleines Theater), a Bad Ischl-i Lehár-színházban és a Sankt Gilgen-i Mozart-házban vették fel. Néhány jelenetet Frankfurt am Mainban és a rajna-pfalzi Altdahn várrom körül vettek fel.

## Főbb szereplők
| Szerep                                         | Színész               | Magyar hangja (1. szinkron) |
| ---------------------------------------------- | --------------------- | --------------------------- |
| Lotte Körner, az ikerpár egyik tagja           | Delphine Lohmann      | N/A                         |
| Luise Palfy, az ikerpár másik tagja            | Mia Lohmann           | N/A                         |
| Charlize Körner, az ikrek édesanyja            | Alwara Höfels         | N/A                         |
| Marianne „Ama” Körner, az ikrek nagymamája     | Claudia Messner       | N/A                         |
| Jan Palfy zenész, az ikrek édesapja            | Florian Stetter       | N/A                         |
| Leni Gerlach, aki Janra pályázik               | Mina Tander           | N/A                         |
| Mo, Jan haverja, Berci gazdija                 | Oliver K. Wnuk        | N/A                         |
| Ulrike (Ulli), csinos gyermekfelügyelőnő       | Amelie Plaas-Link     | N/A                         |
| Muthesius asszony, a gyermeküdülő igazgatónője | Margarita Broich      | N/A                         |
| Gyermekorvos                                   | Miguel Herz-Kestranek | N/A                         |

- Magyar hangok (filmből lehallgatva): Károlyi Lili, Koller Virág, Varga Gábor, Orosz Anna, Renácz Zoltán, Sallai Nóra, Menszátor Magdolna, Gulás Fanni, Seszták Szabolcs, Antal Olga, Barbinek Péter, Törköly Levente.

### Díjak
- 2017: Lancelot von Naso rendezőt a német Aranyveréb (Goldener Spatz) Gyermekmédia-Alapítvány díjára jelölték, a különleges és gyermekfilmek kategóriájában.[5]